# Jan Twardowski
Jan Twardowski (Varsavia, 1º giugno 1915 – Varsavia, 18 gennaio 2006) è stato un poeta e presbitero polacco.
Fu uno dei principali autori polacchi di testi religiosi contemporanei. Scrisse poesie brevi, semplici, divertenti, che spesso includevano espressioni colloquiali. Unì l'osservazione della natura con le riflessioni filosofiche.

## Biografia
Jan Twardowski nacque il 1º giugno 1915 a Varsavia, nel Regno del Congresso (termine non ufficiale usato per definire il Regno di Polonia). I suoi genitori erano Jan Twardowski e Aniela Maria Konderska. Diverse settimane dopo la sua nascita, a causa degli eventi della prima guerra mondiale, la sua famiglia si trasferì in Russia. Dopo 3 anni tornarono a Varsavia. Terminò la scuola media nel 1935. Nel 1932 iniziò a collaborare con il giornale giovanile Kuźnia Młodych ("Fucina dei giovani"). Lì aveva una sua rubrica, per la quale scriveva poesie, racconti e intervistava vari scrittori.
Dopo la scuola, iniziò a studiare letteratura presso l'Università Józef Piłsudski (Università di Varsavia). Nel 1937 pubblicò il suo primo libro di poesie.
Durante la Seconda Guerra Mondiale prese parte a varie operazioni organizzate dall'Armia Krajowa e combatté nella Rivolta di Varsavia.
Dopo la guerra entrò in seminario e iniziò gli studi di teologia all'Università di Varsavia. Divenne sacerdote nel 1948. Nel 1959 divenne prevosto della Chiesa della Visitazione (Varsavia). I suoi scritti furono pubblicati su una popolare rivista cattolica polacca, Tygodnik Powszechny. Divenne famoso nel 1960 dopo aver pubblicato il suo primo libro di poesie, Znak Ufności ("Il segno della fiducia"). Nel 1980 ricevette i premi PEN Club e Robert Graves alla carriera e, nel 1996, l'Ordine Uśmiechu (L'Ordine del Sorriso). Nel 2000, Twardowski vinse il premio IKAR e un anno dopo fu premiato con il premio TOTUS.
Jan Twardowski è morto il 18 gennaio 2006 a Varsavia. Fu sepolto nelle cripte del Tempio della Divina Provvidenza alla periferia della capitale polacca, nonostante volesse essere sepolto nel cimitero Powązki a Varsavia.

## Opere
Lista parziale
- Powrót Andersena (1937, poesie)
- Zeszyt w kratkę. Rozmowy z dziećmi i nie tylko z dziećmi (1973)
- Wiersze (1959)
- Znaki ufności (1970)
- Niebieskie okulary (1980)
- Na osiołku (1986)
- Nie przyszedłem pana nawracać. Wiersze 1937-1985 (1986)
- Trzeba iść dalej, czyli spacer biedronki (1994)